# Сагини, Гамаль
Сагини Гамаль (араб. جمال السجيني‎, 7 января 1917 — 19 ноября 1977) — египетский скульптор и живописец.

## Биография
Сагини родился в 1917 году в Каире в семье ремесленника, занимавшегося чеканкой по металлу на знаменитом городском художественном рынке Хан эль-Халили. Наблюдая за работой мастеров чеканщиков, он с ранних лет полюбил работу с металлом, ставшую впоследствии основной в его творчестве. В 1938 году окончив Школу изящных искусств в Каире, Сагини продолжил свое образование в частных студиях Парижа и Рима. Самое сильное впечатление за рубежом на него производит европейский экспрессионизм, и особенно немецкий, главным образом в лице известного скульптора Эрнста Барлаха.. По возвращении в Египет, он начинает преподавать на отделении скульптуры в каирской Школе. Сагини умер в 1977 году в возрасте 60-ти лет. Удостоен национальной премии М. Мухтара и золотой медали Международной художественной выставки VI Всемирного фестиваля молодежи и студентов в Москве. Работы Сагини представлены в Государственном музее изобразительных искусств имени А. С. Пушкина, в коллекциях Музея Метрополитен в Нью Йорке, в Музее современного искусства в Каире.

## Творчество
В начальный период творчества Сагини работает в круглой пластике. С начала 50-х годов мастер отдает предпочтение медному кованому рельефу. Высокохудожественная обработка металла, которая получила широкое распространение в эпоху мусульманского средневековья, имеет давние традиции. Уже в самом выборе материала и техники выражалось стремление Сагини приобщиться к истокам национального творчества. Из древнеегипетского искусства автор заимствует обобщающую трактовку человеческого тела, а также разномасштабность изображения фигур и предметов, а из искусства арабского средневековья — филигранную обработку деталей и щедрое орнаментальное обрамление. Рождение Сагини как художника, по его словам, совпало с революцией 1952, которая в значительной мере обусловила демократическую направленность его творчества. Наиболее ярко идейная направленность творчества Сабини можно увидеть в рельефе «Свобода», изображающем египтянина, который разрывает решетку темницы. Обнаженная фигура представлена сидящей, в характерном для искусства Древнего Египта повороте: лицо и ноги в профиль, грудь в фас. Так же условно трактован и голубь, выпущенный из темницы. Вместе с тем очень живо переданы мускулистые сильные руки просунутые через решетку и ломающие металл. Подобный художественный образ полон гуманистического содержания и воспринимается как символ свободы народа Египта. Среди известных работ автора рельефы «Нил» (1950-е годы), Цепи (1952), "Змей (1954).

## Участник выставок
- Венецианская биеннале (1956);
- «Современное искусство Египта» в Риме (1957—1958), в Пекине (1957), в Москве (1957 и 1958), в Бухаресте (1959)
- «Искусство против войны» в Каире (1967), в Ленинграде и Москве (1972 −1973)